# Charlize Theron
Pour les articles homonymes, voir Theron.
Charlize Theron (en afrikaans : /ʃarˈlis trɔn/, en anglais : /ʃɑɹˈliz ˈθɛɹən/), née le 7 août 1975 à Benoni (Afrique du Sud), est une actrice, productrice et mannequin sud-africano-américaine.
Elle commence sa carrière d'actrice aux États-Unis et devient une vedette dans les années 1990 avec les drames That Thing You Do! (1996), L'Associé du diable (1997), et L'Œuvre de Dieu, la part du Diable (1999).
En 2004, elle accède à la consécration avec le film Monster et remporte l'Oscar de la meilleure actrice, devenant ainsi la première Africaine à recevoir cette récompense. En 2005, elle reçoit une étoile sur le Hollywood Walk of Fame de Hollywood Boulevard.
Durant les années 2010, elle s'impose surtout comme une héroïne d'action : Hancock (2008), Prometheus, Blanche-Neige et le Chasseur (2012), Mad Max: Fury Road (2015), Le Chasseur et la Reine des glaces (2016), Fast and Furious 8 et Atomic Blonde (2017).

## Biographie

### Jeunesse
Charlize Theron naît à Benoni, une cité minière du Transvaal située à 25 kilomètres de Johannesbourg, de Charles, d'ascendance néerlandaise et française, et de Gerda d'origine allemande. Sa langue maternelle est l'afrikaans, l'anglais étant sa seconde langue. Elle est apparentée au chef militaire boer, Danie Theron (son arrière-grand-oncle).
Charlize grandit en milieu rural dans la ferme de ses parents, par ailleurs propriétaires d'une entreprise de construction routière, et apprend le xhosa au contact des travailleurs de l'entreprise familiale.
À l'âge de 12 ans, Charlize est envoyée à la National School Of The Arts de Johannesbourg. Elle y entretient sa passion pour la danse, dont elle commence la pratique dès ses 6 ans avec des cours de ballet. Ses performances font le ravissement de sa mère, qui l'encourage à développer ses talents artistiques. Ces expériences positives rendent les retours au domicile plus difficiles, tant sa situation familiale se dégrade. Son père Charles sombre peu à peu dans l'alcoolisme, et se montre de plus en plus distant vis-à-vis de sa famille. Puis, un jour de 1991, alors que Charlize est de retour de l'école pour le week-end, sa mère Gerda subit à nouveau les violences de son mari, et le tue par balles en état de légitime défense. Aucune poursuite judiciaire n'est engagée.
Sa mère, qui a une influence positive dans sa vie, l'inscrit ensuite à un concours de mannequinat. Charlize, alors âgée de 16 ans, remporte ce concours et s'envole vers l'Italie pour représenter son pays au International New Model Today. Elle l'emporte encore une fois, ce qui lui offre l'occasion de devenir mannequin professionnel. Elle quitte alors l'école et s'envole vers Milan, accompagnée de sa mère, pour commencer sa carrière de mannequin. Trois mois plus tard, sa mère Gerda retourne en Afrique du Sud à ses activités, tandis que Charlize s'installe à Milan et voyage à travers l'Europe pour son travail.
Après un an de travail en tant que mannequin, Charlize décide de s'adonner à sa passion pour le ballet et s'inscrit à la Joffrey Ballet School de New York, tout en acceptant quelques séances photos pour financer son séjour. Après 8 mois de cours, une blessure au genou la contraint à tirer un trait sur sa carrière de danseuse. Elle déménage alors vers Miami pour quelques mois et poursuit le mannequinat. Mais Charlize n'est pas intéressée par la vie de top model : elle veut avant tout développer ses talents artistiques.

### Vie privée

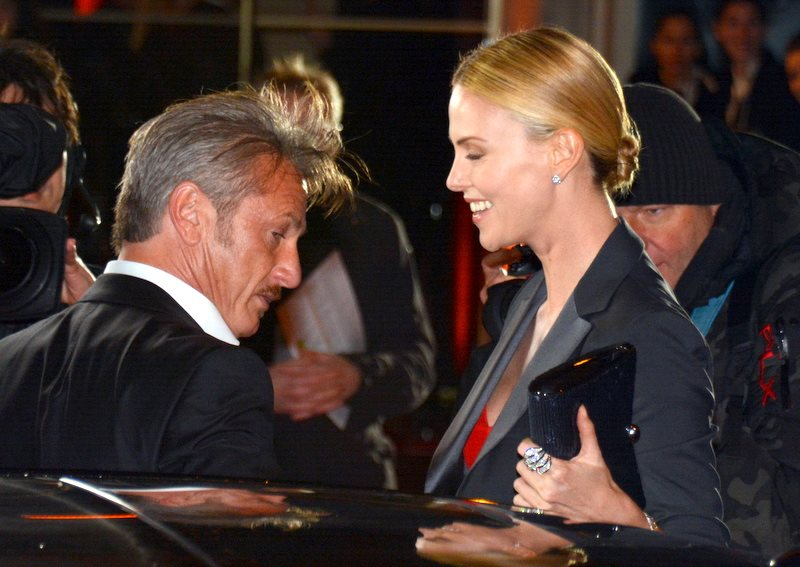
Charlize Theron aux César 2015, avec son compagnon de l'époque Sean Penn.

Au milieu des années 1990, elle a une relation amoureuse avec l'acteur Craig Bierko. Puis de 1997 à 2001, elle est avec Stephan Jenkins, le chanteur du groupe Third Eye Blind.
En 2008, Charlize Theron devient officiellement citoyenne américaine tout en conservant sa nationalité sud-africaine.
De 2002 à 2010, l'actrice a été la compagne de l'acteur Stuart Townsend.
En mars 2012, le porte-parole de Charlize Theron annonce qu'elle devient mère pour la première fois en adoptant un enfant prénommé Jackson, en Afrique du Sud.
Début janvier 2014, Sean Penn confirme être en couple avec Charlize Theron, mais leur rupture est annoncée le 17 juin 2015.
En août 2015, elle adopte une petite fille prénommée August.
Concernant l'éducation de ses enfants, l'actrice déclare s'être inspirée des Français. Afin de concilier vie professionnelle et vie de famille, elle s'est en effet mise à l'heure française : « J'ai décidé de me caler sur les horaires français ! Je pars de chez moi à 9 h 30 et je rentre avant 18 h 30. Cela me permet d’avoir une vie familiale très équilibrée et d’être présente pour mes enfants ». Dans cette même interview, elle confie puiser sa force de sa mère, Gerda Theron, qui est « sa plus grande source d'inspiration » à la suite des coups qu'elle subissait de son mari, pendant de longues années.
En avril 2019, Charlize Theron annonce que son premier enfant, alors âgé de sept ans, lui aurait confié être transgenre à l'âge de trois ans. Elle déclare : « Elle est née comme elle est […], ce n'est pas à moi de décider. ».

### Débuts remarqués (1995-1997)

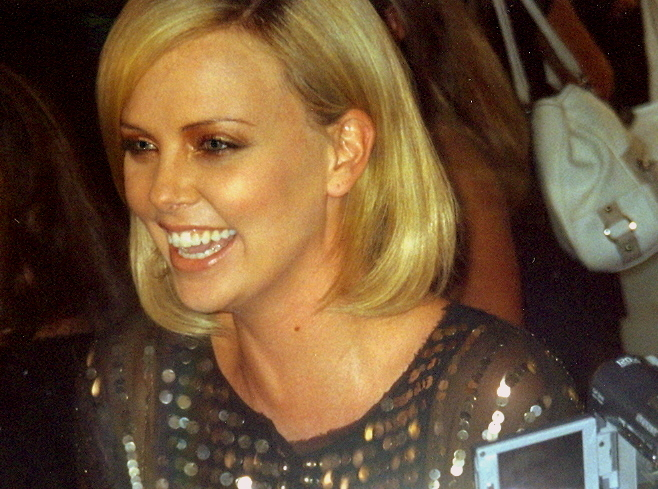
L'actrice pour la présentation de L'Affaire Josey Aimes au Festival du Film de Toronto 2005.

En 1994, encore une fois encouragée par sa mère, Charlize s'envole pour Los Angeles dans l'espoir de démarrer une carrière d'actrice. Les débuts sont difficiles, et aucun agent ne semble intéressé par ses talents. La nervosité liée à sa condition fait ressurgir des ulcères dont elle souffrait déjà au début de son adolescence, dégradant ainsi sa santé pendant plusieurs mois. Un jour, alors que Charlize se présente à la banque pour encaisser un chèque de 500 $ que sa mère lui a envoyé, le caissier lui en refuse l’encaissement. Charlize perd patience et insulte le guichetier et les clients de la banque. Elle est ensuite approchée par un homme témoin de son énervement et visiblement impressionné par sa « performance » dans la banque. Il lui annonce qu'il pourrait l'aider dans sa carrière d'actrice. Cet homme est John Crosby, découvreur de talents et agent d'acteurs tels que Rene Russo et John Hurt. Celui-ci envoie l'ambitieuse Charlize à des cours de comédie, principalement pour effacer son accent afrikaans très prononcé, et lui fait profiter de ses connaissances.
En 1995, quelques mois après avoir commencé les cours de théâtre, Charlize fait ses débuts à l'écran dans Les Démons du maïs 3 : Les Moissons de la terreur. Elle n'a pas de ligne de dialogue et n'apparaît que quelques secondes dans le film, mais d'autres occasions se présentent. Elle accepte un rôle dans un pilote pour une série, Hollywood Confidential, avec Edward James Olmos, mais le pilote n’est pas retenu et fait l'objet d'un téléfilm sorti plus tard en 1997.
Entre-temps, Charlize Theron se crée une réputation de star montante à Hollywood, à travers ses participations dans des publicités pour Axe et Martini. Charlize Theron fait ses vrais débuts au cinéma dans Deux Jours à Los Angeles de John Herzfeld, un thriller dans lequel elle tient le rôle de la fiancée de James Spader. Elle enchaîne avec un petit rôle dans la comédie That Thing You Do! de Tom Hanks. Son jeu d'actrice est remarqué, à la fois par les critiques et par les acteurs tel Tom Hanks, qui sont impressionnés par son talent. Charlize Theron joue ensuite dans une nouvelle comédie, Le Plus fou des deux, de Jonathan Lynn, qui n'a pas le succès commercial escompté.

### Ascension (1998-2002)

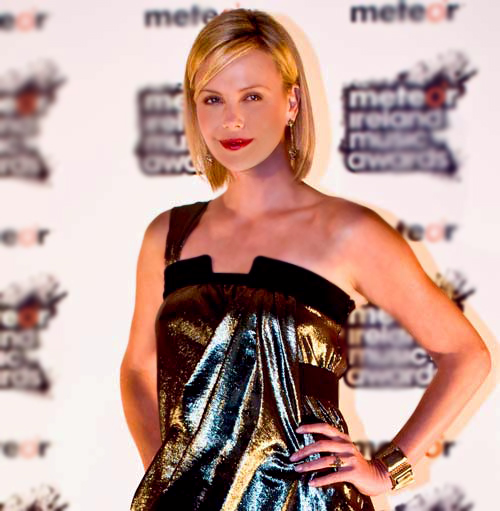
L'actrice aux Meteor Ireland Music Awards 2008.

Dans le film L'Associé du diable, Charlize Theron partage l'affiche avec Al Pacino et Keanu Reeves. Ce rôle d'une épouse dont la santé mentale se dégrade est plus complexe, et illustre la progression de sa carrière vers des rôles plus intéressants. Le film constitue par ailleurs son premier succès commercial, et lui permet de confirmer son rang de star montante du cinéma. Les années suivantes, l'actrice enchaîne les tournages, avec les films tels que Celebrity, Mon ami Joe ou encore Intrusion en 1999.
Malgré la réussite professionnelle, les difficultés personnelles restent présentes. Dans son pays natal, sa mère Gerda se remarie, ce qui perturbe la relation fusionnelle mère-fille sur laquelle Charlize s'était beaucoup appuyée jusque-là. Malgré tout, Charlize s'habitue à sa nouvelle situation familiale, jusqu'à ce que le fils de son beau-père se tue dans un accident de voiture, le premier jour du tournage de Mon ami Joe. Cet accident a raison de l'unité retrouvée dans la famille Theron, sa mère Gerda divorçant quelques mois plus tard. Celle-ci s'installe à Los Angeles pour se rapprocher de sa fille.
La carrière de Charlize Theron prend un tournant en 1999 avec le film Piège fatal, qui marque son détachement des simples seconds rôles d'épouse ou de petite amie. Ses personnages, à l'image de son rôle dans Piège fatal ou The Yards, lui permettent d'exprimer une palette d'émotions plus étendue, et par la même occasion d'élargir ses choix de rôles futurs. Les Chemins de la dignité est le quatrième film dans lequel elle participe dans la seule année 2000, témoignant des nombreuses sollicitations dont elle est l'objet.
Malgré ce début de carrière prometteur, les années 2000 voient se succéder des films au succès commercial très limité comme Le Sortilège du scorpion de jade, Mauvais Piège ou encore Une chambre pour quatre. Le film symbole de cette courte période est Sweet November en 2001, dans lequel Charlize retrouve Keanu Reeves. Les critiques pour ce film sont désastreuses, et son rôle lui vaut une nomination aux Razzie Awards dans la catégorie « plus mauvaise actrice ».

### Consécration et confirmation en demi-teinte (2003-2010)

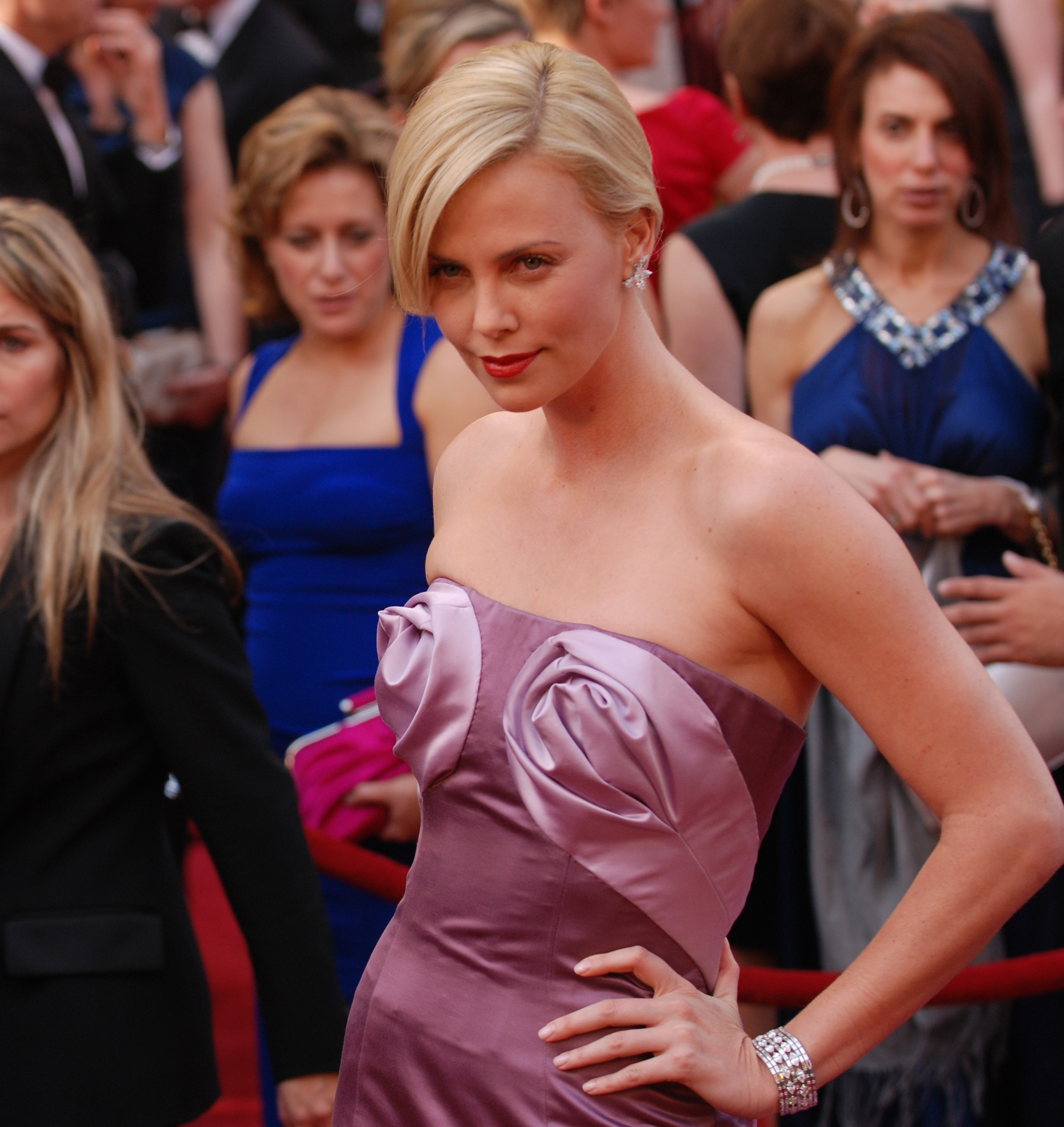
L'actrice aux Oscars 2010.

Mais l'année 2003 reste à ce jour la plus importante pour Charlize Theron, puisqu'elle tourne dans Braquage à l'italienne, alors son plus gros succès commercial, et Monster, qui lui vaut l'Oscar de la meilleure actrice. L'actrice s'est beaucoup documentée pour habiter le rôle de Aileen Wuornos puisque la jeune femme étudie un documentaire de Nick Broomfield de 1992 sur cette tueuse en série, et passe du temps avec une des amies de Wuornos, qui a entretenu une correspondance avec celle-ci lors de son séjour en prison.
Pour le tournage l'actrice prend 15 kilos, et se fait remodeler le visage au silicone. À son actif également, le Golden Globe de la meilleure actrice, le Screen Actors Guild Award de la meilleure actrice et l'Ours d'argent de la meilleure interprétation féminine au Festival de Berlin et près d'une trentaine de récompenses qui la propulsent au rang de star mondiale.
En 2004, sa prestation dans le biopic anglo-américain Moi, Peter Sellers, de Stephen Hopkins, lui vaut une seconde nomination aux Golden Globes et la reconnaissance des critiques.
L'année suivante, c'est son interprétation dans le drame L'Affaire Josey Aimes qui est saluée par une seconde nomination à l'Oscar de la meilleure actrice. Cette performance confirme surtout sa polyvalence, et une recherche de légitimité en tant qu'actrice. Ce besoin de justification a toujours été une source de motivation, selon elle : « Il semble que toute ma carrière ait consisté à donner la preuve que je pouvais tenir les rôles ».
La même année, elle enchaîne avec le film d'action et de science-fiction Æon Flux, de Karyn Kusama, dont elle joue le rôle-titre. Le film est néanmoins éreinté par la critique, et ne parvient pas à rembourser son budget initial. Cet échec dans un cinéma plus commercial marque le début d'une période creuse.
Si en 2007, le drame Dans la vallée d'Elah de l'oscarisé Paul Haggis, aux côtés de Tommy Lee Jones, confirme sa capacité à tenir des rôles de femme forte et engagée, l'échec du film d'action politique Bataille à Seattle, écrit et réalisé par son compagnon Stuart Townsend montre une difficulté à s'éloigner du drame pur.
Son année 2008 est marquée par un retour à ce genre, avec Sleepwalking de Bill Maher, qu'elle produit. Le film est un échec critique et commercial. De même pour l'ambitieux drame Loin de la terre brûlée, de Guillermo Arriaga, qui déçoit la critique, et échoue largement au box-office. Seul le blockbuster Hancock, de Peter Berg lui permet de se distinguer. Cette satire de film de super-héros ne convainc pas la critique, mais cartonne au box-office, essentiellement grâce à la performance de la star Will Smith dans le rôle-titre. Elle est aussi élue Femme de l'année par l'organisme Hasty Pudding Theatricals.
L'année 2009 est discrète : elle se contente d'un petit rôle dans le drame post-apocalyptique La Route, de John Hillcoat, adapté du classique éponyme de Cormac McCarthy, et prête sa voix au film d'animation Astro Boy, de David Bowers, qui divise la critique et échoue commercialement.
La décennie suivante est en revanche une succession de blockbusters, l'installant comme une héroïne du cinéma d'action hollywoodien.

### Blockbusters à succès (2011-2017)

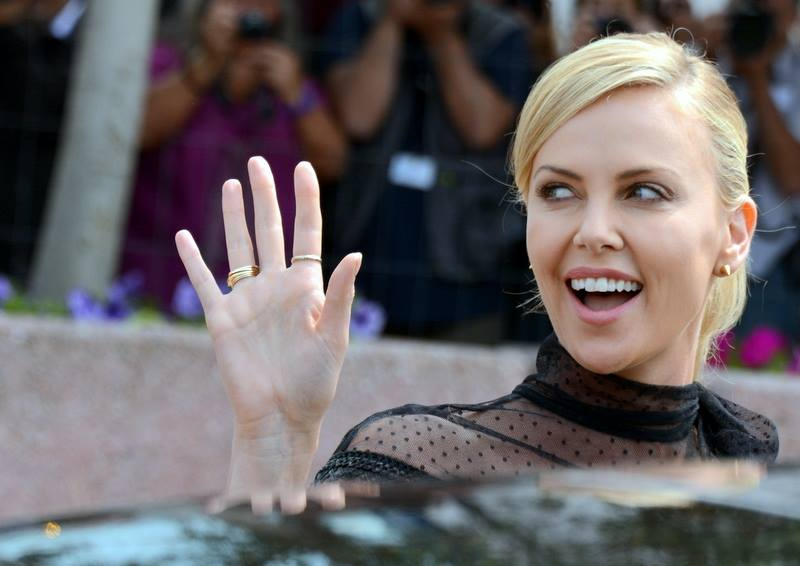
L'actrice au Festival de Cannes 2015, pour la présentation de Mad Max: Fury Road.

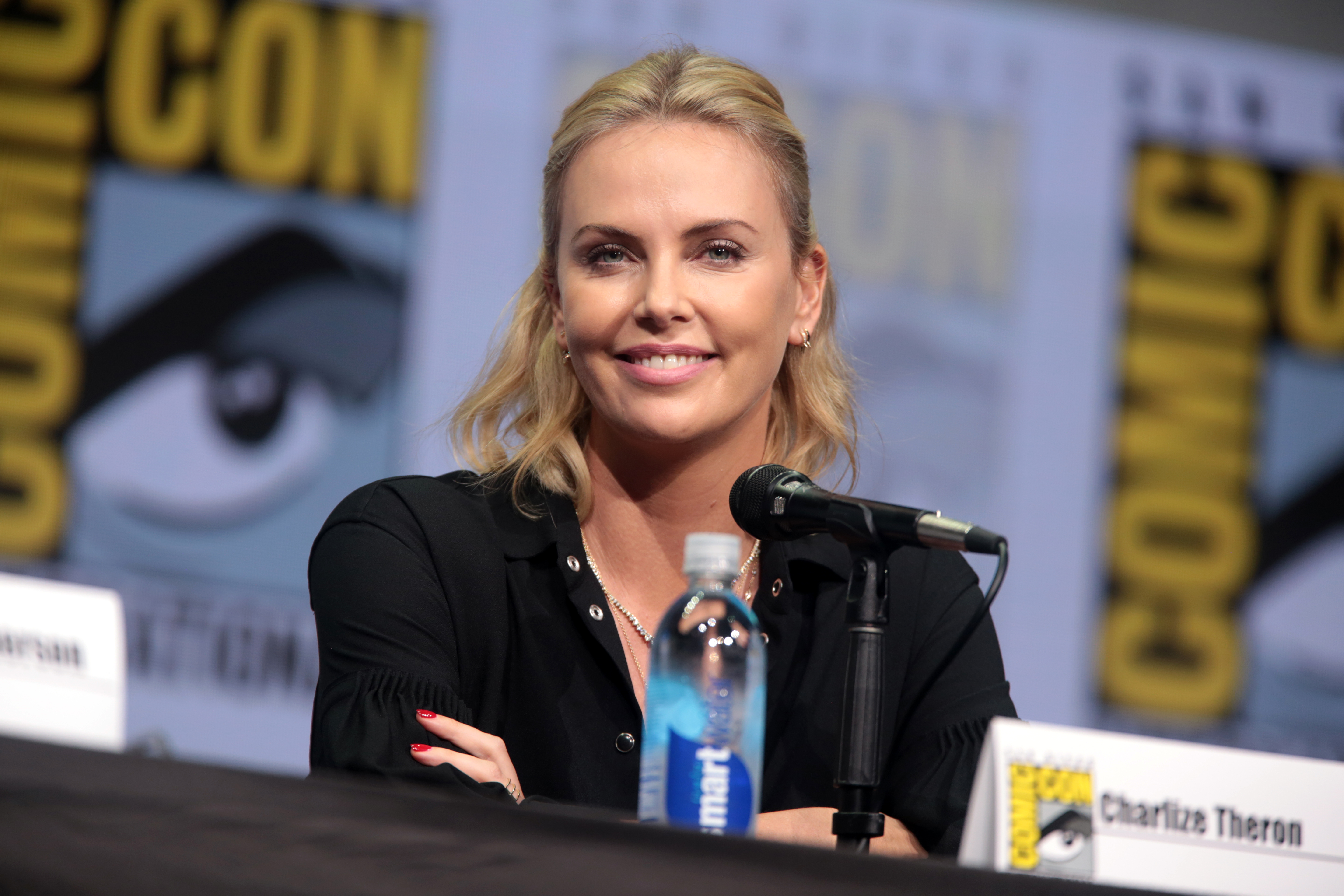
L'actrice au San Diego Comic-Con 2017 pour la promotion de Atomic Blonde.

Elle fait son retour en 2011 avec la comédie dramatique Young Adult, qui reforme le tandem gagnant de Juno, à savoir Jason Reitman à la réalisation et Diablo Cody à l'écriture. Le film, intégralement construit autour de son personnage d'ancienne princesse déchue, de retour dans sa ville natale, est reçu très favorablement par la critique, mais n'est pas un très grand succès commercial. L'actrice reçoit plusieurs nominations, dont celui du Golden Globe de la meilleure actrice dans un film musical ou une comédie. Il s'agit de sa seconde nomination, après celle pour L'Affaire Josey Aimes, en 2005.

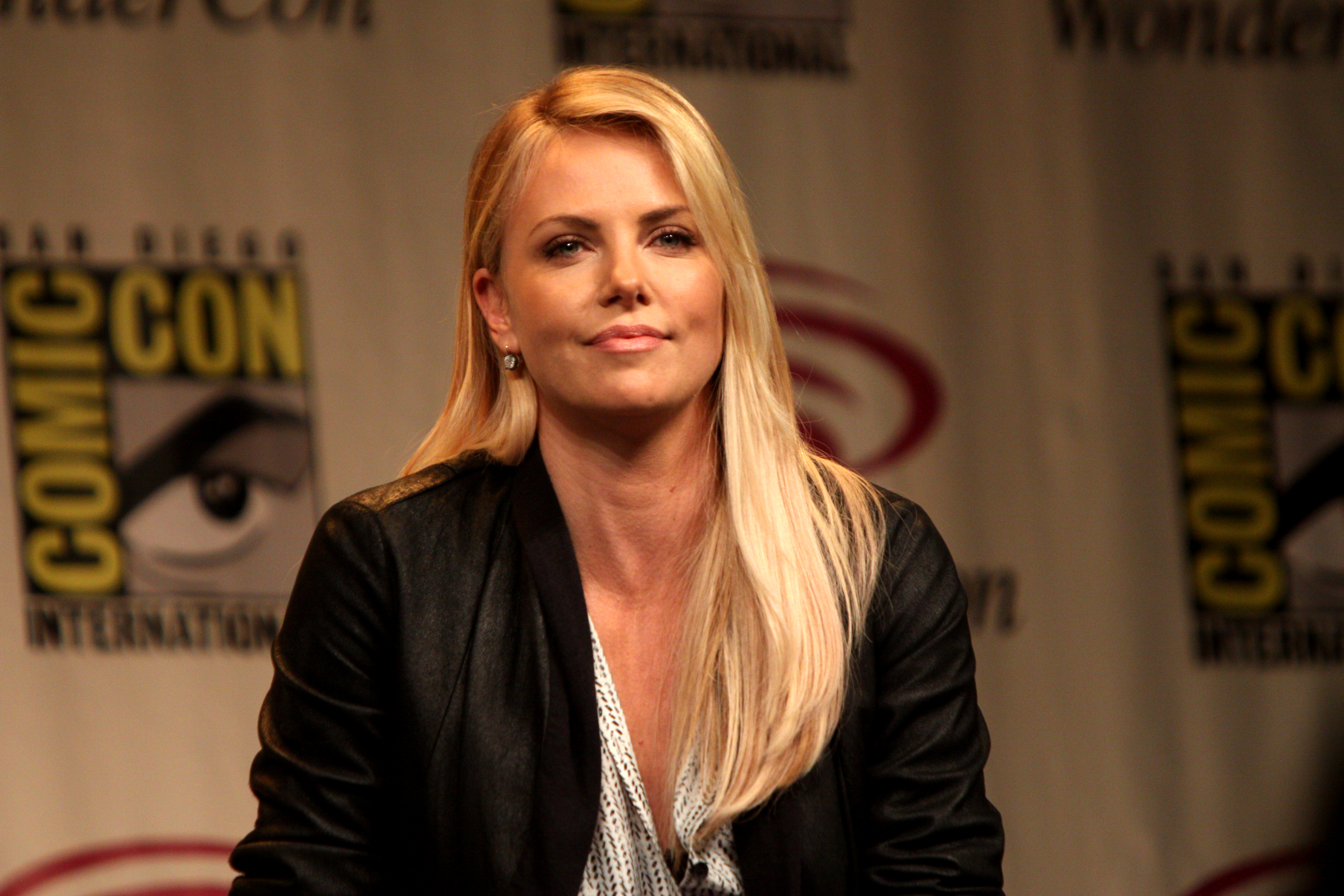
L'actrice au WonderCon 2012 à Anaheim, (Californie), pour la promotion de Blanche-Neige et le Chasseur.

Pour l'année 2012, elle mise par contre sur deux blockbusters : tout d'abord l'adaptation fantastique Blanche-Neige et le Chasseur, de Rupert Sanders, où elle prête sa plastique à la reine Ravenna et livre une performance remarquée de reine cruelle et perdue dans sa folie narcissique. Elle partage l'affiche du film avec Kristen Stewart et Chris Hemsworth, deux stars montantes d'Hollywood. Le film est un succès, et une suite est mise en chantier. Elle est également à l'affiche de l'ambitieux récit de science-fiction Prometheus, qui marque le retour du cinéaste Ridley Scott à l'Univers d'Alien. Cette préquelle au classique Alien est bien reçue par la critique et cartonne au box-office, en générant, dès son premier week-end d'exploitation, plus de 50 millions de dollars de recettes.
En 2014, elle fait confiance à Seth MacFarlane, le réalisateur de l’irrévérencieux succès surprise Ted, pour s'aventurer dans la comédie. Mais la parodie de western Albert à l'ouest déçoit largement la critique, comme au box-office.
En 2015, elle interprète le rôle féminin principal, celui de l'imperator Furiosa, dans le blockbuster apocalyptique Mad Max: Fury Road, de George Miller. Le film, présenté hors compétition au 68e festival de Cannes, est plébiscité par la critique internationale, et fonctionne très bien au box-office. Le long métrage reçoit six oscars lors de la 88e cérémonie des Oscars, le 28 février 2016. La même année, elle produit et joue dans le drame Dark Places, mis en scène par le français Gilles Paquet-Brenner, tiré du roman éponyme de Gillian Flynn. L'actrice y retrouve son partenaire de Mad Max: Fury Road, Nicholas Hoult, mais s'entoure aussi des valeurs montantes Christina Hendricks et la jeune Chloë Grace Moretz.
En 2016, elle campe de nouveau le rôle de la reine Ravenna dans la préquelle de Blanche-Neige et le Chasseur, blockbuster centré cette fois sur le personnage du chasseur incarné par Chris Hemsworth. Kristen Stewart a été écartée, mais les actrices Jessica Chastain et Emily Blunt rejoignent la distribution. Dans l'ensemble, l'accueil réservé à ce second volet déçoit. Avant ça, elle joue dans le drame The Last Face réalisé par son ex-compagnon Sean Penn, et dans lequel elle donne notamment la réplique aux français Adèle Exarchopoulos et Jean Reno. Ce retour à un registre sérieux est un échec : le film reçoit un accueil catastrophique au Festival de Cannes 2016.
L'année 2017 est riche. Tout d'abord, en tant qu'actrice, elle reste dans le domaine de l'action : tout d'abord pour incarner la méchante du blockbuster d'action Fast and Furious 8, qui ne fait que confirmer la puissance que représente cette franchise, très lucrative, au cinéma. Puis pour tenir le rôle-titre du film d'action Atomic Blonde, qu'elle produit également, secondée par James McAvoy. Cette production est plébiscitée par la critique et rencontre un franc succès au box office,,.

### Production et cinéma indépendant (depuis 2018)

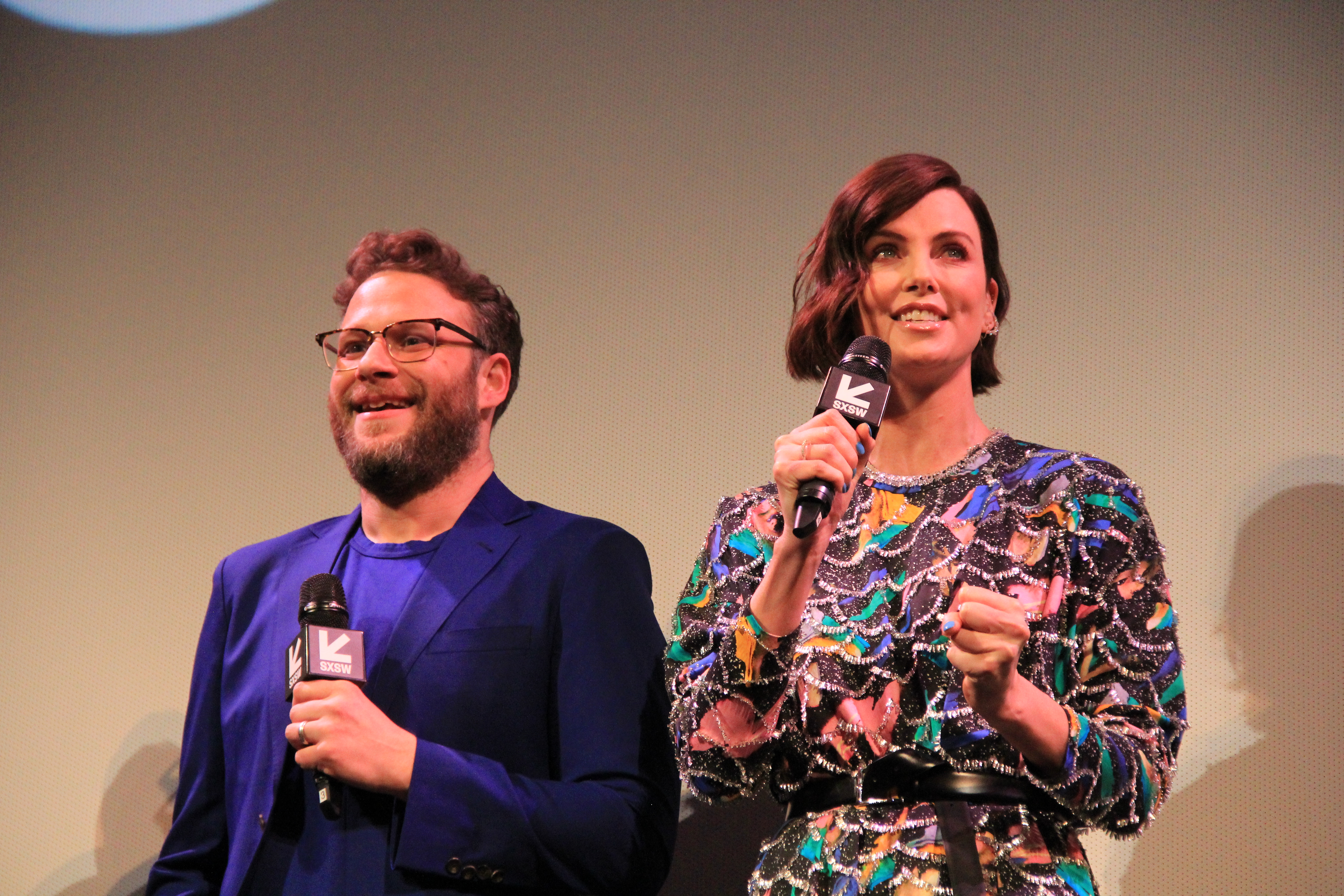
L'actrice aux côtés de Seth Rogen, pour la première de Séduis-moi si tu peux ! au SXSW 2019.

En tant que productrice, elle est créditée au générique de deux séries télévisées pour le service Netflix : tout d'abord pour Girlboss, adaptée du roman #GIRLBOSS, de Sophia Amoruso, lui-même inspiré librement de sa propre vie, et diffusée depuis le 21 avril 2017 ; puis la série thriller Mindhunter aux côtés de David Fincher, qui réalise 4 des 10 épisodes de la saison 1.
En 2018, elle produit et tient un second rôle dans la comédie Gringo, de Nash Edgerton, mais est surtout la tête d'affiche du drame indépendant Tully, qui marque ses retrouvailles avec le réalisateur Jason Reitman et la scénariste Diablo Cody, sept ans après Young Adult. Ce rôle lui vaut une proposition pour le Golden Globe de la meilleure actrice dans un film musical ou une comédie.
En 2019, elle partage l'affiche de la comédie Séduis-moi si tu peux ! avec Seth Rogen, sous la direction de Jonathan Levine. En fin d'année, elle est l'une des têtes d'affiche du thriller Bombshell aux côtés de Nicole Kidman et Margot Robbie. Le film est centré sur les expériences de divers membres du personnel féminin de Fox News et leurs altercations avec le fondateur de la chaîne, Roger Ailes. Elle y incarne Megyn Kelly, une célèbre présentatrice américaine,.
La même année, il est confirmé que l'actrice reprendrait son rôle de Cipher dans Fast and Furious 9, dont la sortie est attendue en 2021.
En 2023 l’actrice reprend son rôle de Cipher pour la troisième fois dans Fast and Furious 10
En 2025, elle décroche le rôle de Circé dans le prochain film de Christopher Nolan, L'Odyssée, prévue pour juillet 2026.

## Image publique

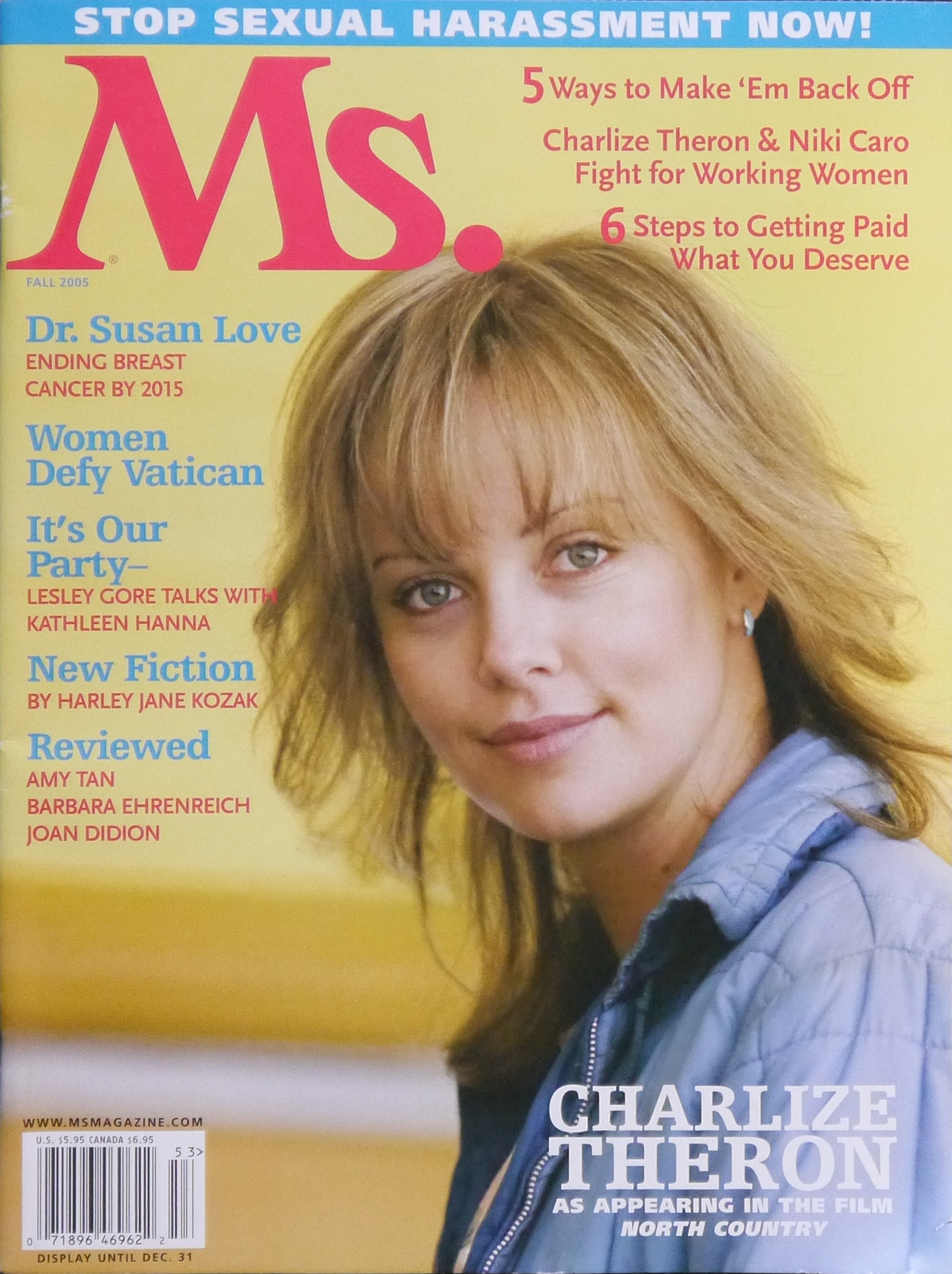
En couverture du Ms. magazine, en 2005.

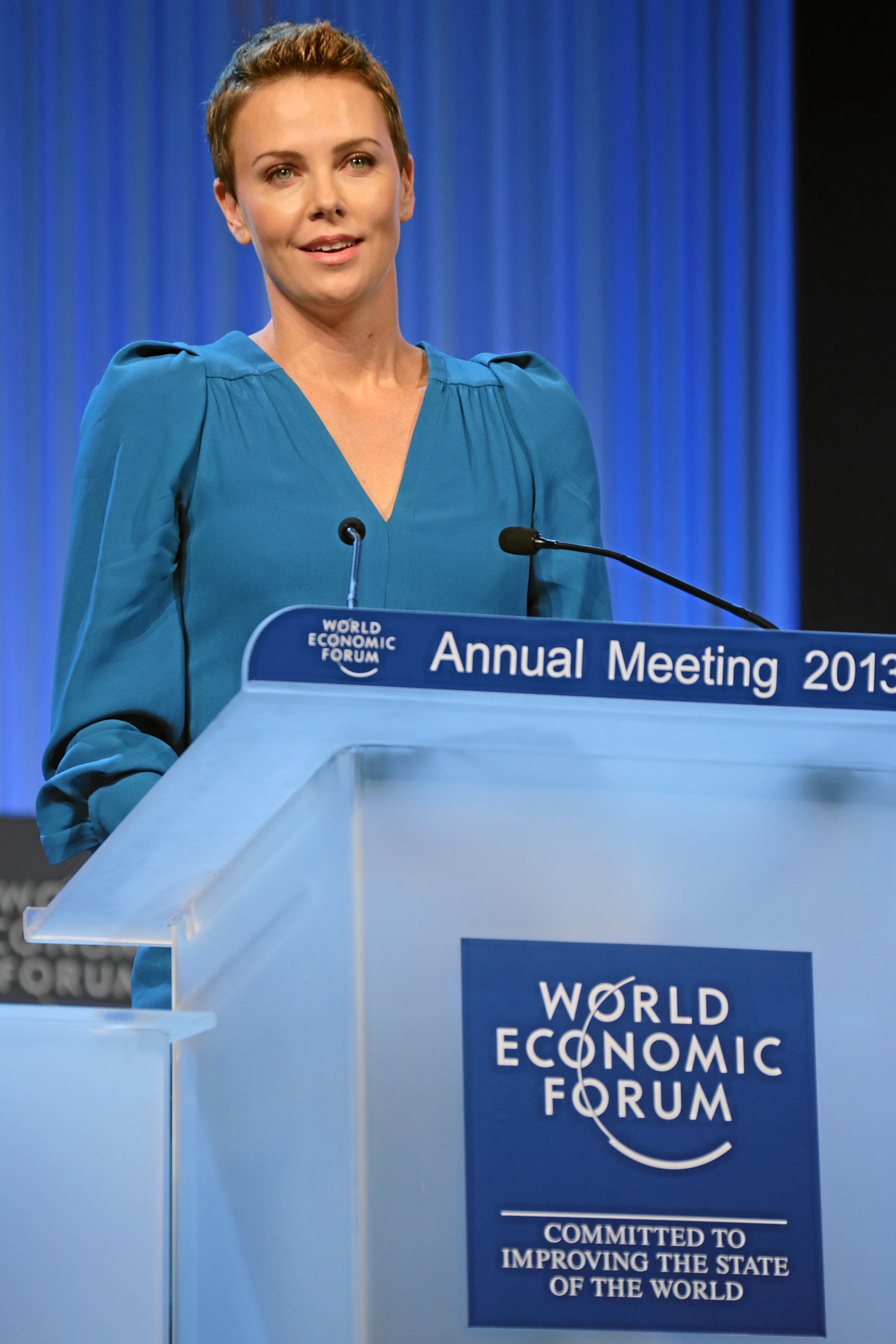
À la cérémonie du Crystal Award, dans la catégorie Exploring Arts in Society, au forum économique mondial de Davos 2013.

En janvier 1999, elle fait la une du célèbre magazine Vanity Fair et en juin celle de Playboy et montre plusieurs clichés dénudés.
À la suite de la cérémonie des Oscars en 2004, où elle obtient l'Oscar de la meilleure actrice pour le film Monster, Charlize Theron fait un retour triomphal en Afrique du Sud où elle est accueillie comme une héroïne nationale. D'autant plus qu'aucune actrice africaine n'avait été distinguée depuis la création des Oscars. L'effet de l'obtention de cet Oscar fut si retentissant que Charlize Theron fut reçue par l'ancien président sud-africain Nelson Mandela et son successeur, le président Thabo Mbeki, qui lui offrit une once d'or. En outre, de nombreux parents en Afrique du Sud ont prénommé leurs filles Charlize à la suite de cet événement.
Le 18 novembre 2008, elle est nommée « Messagère de la paix des Nations Unies » pour son action envers les enfants pauvres d'Afrique du Sud.
Toujours en 2008, l'actrice est nommée 43e « plus belle femme au monde » par le magazine FHM.
Le 4 décembre 2009, elle est la présentatrice du tirage au sort de la coupe du monde de football 2010 au Cap (Afrique du Sud), événement diffusé dans 200 pays et suivi par plus de 200 millions de téléspectateurs. Au cours de la répétition générale, elle tire du chapeau la France en disant « Ireland », pour protester contre l'élimination de cette dernière par la France ; entachée par la main de Thierry Henry, ce qui a causé la stupeur des organisateurs de la manifestation.
Elle apparaît dans la pub J'adore de Parfums Christian Dior. Elle est également présente dans le clip Crossfire, le premier single solo de Brandon Flowers.
En 2010, le magazine FHM classe Charlize comme étant la 56e « femme la plus belle au monde » sur 100 stars. Charlize Theron a été classée 16e de la liste des « 20 femmes les plus belles au monde » par le magazine Maxim en 2012.
L'actrice est membre de l'association PETA. Elle est d'ailleurs apparue pour une campagne contre la fourrure[source secondaire souhaitée].
Charlize Theron est également favorable au mariage homosexuel et a participé à une manifestation de soutien qui a eu lieu en Californie, le 30 mai 2009. Elle a notamment déclaré à ce sujet : « Je ne me marierai que lorsque mes amis homosexuels pourront eux aussi se marier ».
D'origine sud-africaine, l'actrice s'implique énormément dans la lutte contre le sida et espère pouvoir débarrasser un jour son pays de ce fléau. Fondatrice du Charlize Theron Africa Outreach Project, l’actrice finance régulièrement des programmes de soutien aux communautés frappées par le virus. Elle encourage notamment le projet des Choma Dream Cafes, un réseau interactif destiné à l’éducation et formation des adolescentes. En 2017, elle passe du temps avec les filles de Soweto pour leur parler et les sensibiliser à ce sujet. L'actrice s'est dit « incroyablement fière des efforts déployés aujourd'hui par l'Afrique du sud contre la maladie ».
En novembre 2022, Charlize Theron fait l'objet de critiques pour avoir déclaré dans un podcast que sa langue maternelle, l'afrikaans, était « en voie de disparition » et qu'elle n'était plus parlée que par « 44 personnes ». L'organisme Pan South African Language Bord affirme quant à lui que l'afrikaans est la troisième langue la plus parlée en Afrique du Sud.

### Récompenses

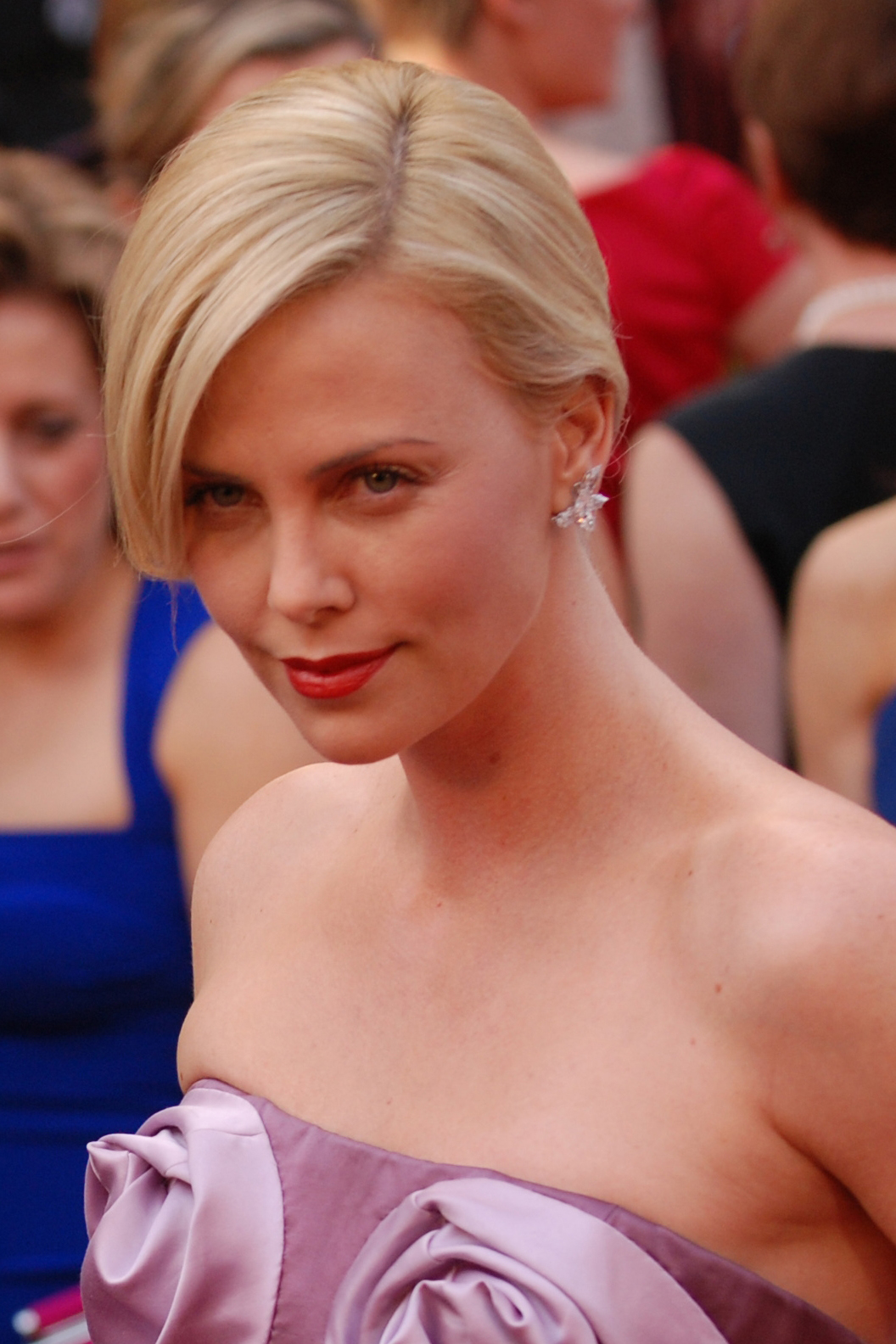
Aux Oscars 2010.

## Filmographie
Note : sauf mention contraire, les informations ci-dessous sont issues de la filmographie de Charlize Theron sur l'Internet Movie Database.

### Cinéma

#### Années 1990
- 1995 : Les Démons du maïs 3 : Les Moissons de la terreur (Children of the Corn III: Urban Harvest) de James D.R. Hickox : la jeune femme
- 1996 : Deux Jours à Los Angeles (2 Days in the Valley) de John Herzfeld : Helga Svelgen
- 1996 : That Thing You Do! de Tom Hanks : Tina
- 1997 : Le Plus Fou des deux (Trial and Error) de Jonathan Lynn : Billie Tyler
- 1997 : Hollywood Confidential (TV) de Reynaldo Villalobos (en) : Sally
- 1997 : L'Associé du diable (The Devil's Advocate) de Taylor Hackford : Mary Ann Lomax
- 1998 : Celebrity de Woody Allen : la top-modèle
- 1998 : Mon ami Joe (Mighty Joe Young) de Ron Underwood : Jill Young
- 1999 : Intrusion (The Astronaut's Wife) de Rand Ravich : Jillian Armacost
- 1999 : L'Œuvre de Dieu, la part du Diable (The Cider House Rules) de Lasse Hallström : Candy Kendall

#### Années 2000
- 2000 : Piège fatal (Reindeer Games) de John Frankenheimer : Ashley Mercer
- 2000 : The Yards de James Gray : Erica Soltz
- 2000 : Les Chemins de la dignité (Men of Honor) de George Tillman Jr. : Gwen Sunday
- 2000 : La Légende de Bagger Vance (The Legend of Bagger Vance) de Robert Redford : Adele Invergordon
- 2001 : Sweet November de Pat O'Connor : Sara Deever
- 2001 : 15 Minutes de John Herzfeld : Rose Hearn
- 2001 : Le Sortilège du scorpion de jade (The Curse of the Jade Scorpion) de Woody Allen : Laura Kensington
- 2002 : Mauvais Piège (Trapped) de Luis Mandoki : Karen
- 2002 : Une chambre pour quatre (Waking Up in Reno) de Jordan Brady : Candy Kirkendall
- 2003 : Braquage à l'italienne (The Italian Job) de F. Gary Gray : Stella Bridger
- 2003 : Monster de Patty Jenkins : Aileen Wuornos
- 2004 : Moi, Peter Sellers (The Life and Death of Peter Sellers) de Stephen Hopkins : Britt Ekland
- 2004 : Nous étions libres (Head in the Clouds) de John Duigan : Gilda Bessé
- 2005 : L'Affaire Josey Aimes (North Country) de Niki Caro : Josey Aimes
- 2005 : Æon Flux de Karyn Kusama : Æon Flux
- 2007 : Dans la vallée d'Elah (In the Valley of Elah) de Paul Haggis : Emily Sanders
- 2007 : Bataille à Seattle (Battle in Seattle) de Stuart Townsend : Ella
- 2008 : Sleepwalking de William Maher : Joleen
- 2008 : Hancock de Peter Berg : Mary Embrey
- 2008 : Loin de la terre brûlée (The Burning Plain) de Guillermo Arriaga : Sylvia
- 2009 : La Route (The Road) de John Hillcoat : la femme

#### Années 2010
- 2011 : Young Adult de Jason Reitman : Mavis Gary
- 2012 : Prometheus de Ridley Scott : Meredith Vickers
- 2012 : Blanche-Neige et le Chasseur (Snow White and the Huntsman) de Rupert Sanders : la Reine Ravenna
- 2014 : Albert à l'ouest (A Million Ways to Die in the West) de Seth MacFarlane : Anna
- 2015 : Dark Places de Gilles Paquet-Brenner : Libby Day
- 2015 : Mad Max: Fury Road de George Miller : Impératrice Furiosa
- 2016 : Le Chasseur et la Reine des glaces (The Huntsman: Winter's War) de Cédric Nicolas-Troyan : la Reine Ravenna
- 2016 : The Last Face de Sean Penn : Wren Petersen
- 2017 : Fast and Furious 8 de F. Gary Gray : Cipher
- 2017 : Atomic Blonde de David Leitch : Lorraine Broughton
- 2018 : Gringo de Nash Edgerton : Elaine Markinson
- 2018 : Tully de Jason Reitman : Marlo
- 2019 : Séduis-moi si tu peux ! (Long Shot) de Jonathan Levine : Charlotte Field
- 2019 : Scandale (Bombshell) de Jay Roach : Megyn Kelly

#### Années 2020
- 2020 : The Old Guard de Gina Prince-Bythewood : Andy / Andromaque de Scythie
- 2021 : Fast and Furious 9 de Justin Lin : Cipher
- 2022 : Doctor Strange in the Multiverse of Madness de Sam Raimi : Cléa (caméo, scène inter-générique)
- 2022 : L'École du bien et du mal (The School for Good and Evil) de Paul Feig : Lady Lesso
- 2023 : Fast and Furious 10 (Fast X) de Louis Leterrier : Cipher
- 2024 : Furiosa : Une saga Mad Max (Furiosa: A Mad Max Saga) de George Miller : Furiosa (caméo non-crédité)
- 2025 : The Old Guard 2 de Victoria Mahoney : Andy / Andromaque de Scythie
- 2026 : Apex de Baltasar Kormákur
- 2026 : L'Odyssée de Christopher Nolan : Circé

### Séries télévisées
- 2005 : Arrested Development: Rita (Saison 3, épisodes 2,3,4,5 et 6)
- 2017 : The Orville : Pria Lavesque
- 2022 : The Boys : l'actrice dans le rôle de Stormfront dans le film Dawn of the Seven (saison 3, épisode 1)
- 2024 : RuPaul's Drag Race : Elle-même (saison 16, épisode 1)

### Jeux vidéo
- 2005 : Aeon Flux : Aeon flux (voix)

### Clips vidéos
- 2010 : Crossfire de Brandon Flowers

### Doublage
- 2006 : Robot Chicken (série télévisée) - saison 2, épisode 21 : la mère de Daniel / la serveuse
- 2009 : Astro Boy de David Bowers : la narratrice
- 2016 : Kubo et l'Armure magique de Travis Knight : Singe (Macaque au Québec)/Sariatu
- 2019 : La Famille Addams (The Addams Family) de Conrad Vernon et Greg Tiernan : Morticia Addams
- 2021 : La Famille Addams 2 : Une virée d'enfer (The Addams Family 2) de Conrad Vernon et Greg Tiernan : Morticia Addams

### Productrice / productrice déléguée
- 2003 : Monster, de Patty Jenkins
- 2006 : East of Havana, d'Emilia Menocal et Jauretsi Saizarbitoria (documentaire)
- 2008 : Sleepwalking, de William Maher
- 2008 : Loin de la terre brûlée (The Burning Plain) de Guillermo Arriaga (productrice déléguée)
- 2013 : Hatfields & McCoys de Michael Mayer (téléfilm) (productrice déléguée)
- 2015 : Dark Places, de Gilles Paquet-Brenner
- 2016 : Brain On Fire, de Gerard Barrett
- 2017 : Atomic Blonde de David Leitch
- 2017 : Girlboss (série télévisée) (productrice déléguée)
- depuis 2017 : Mindhunter (série télévisée) (productrice déléguée)
- 2018 : Gringo, de Nash Edgerton
- 2018 : Tully de Jason Reitman
- 2018 : Private War (A Private War) de Matthew Heineman
- 2019 : Séduis-moi si tu peux ! (Long Shot), de Jonathan Levine
- 2019 : Hyperdrive (série télévisée) (productrice déléguée)
- 2020 : The Old Guard, de Gina Prince-Bythewood
- Prévu pour 2024 : The Old Guard 2 de Victoria Mahoney

## Distinctions
Sauf indication contraire ou complémentaire, les informations mentionnées dans cette section proviennent de la base de données IMDb.

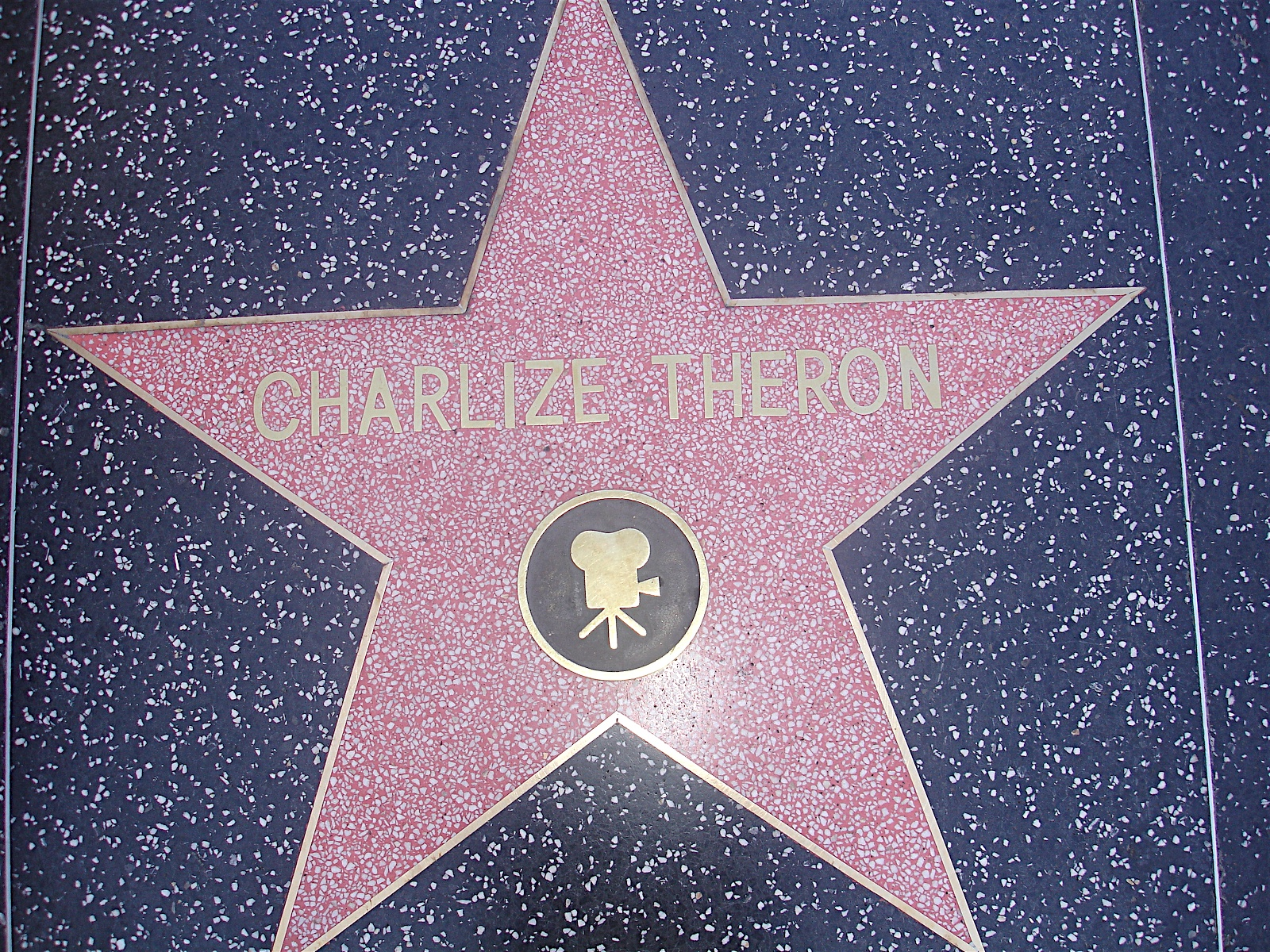
L'étoile de Charlize Theron située sur Hollywood Boulevard.

## Voix francophones
En version française, Barbara Kelsch est la voix française régulière de Charlize Theron. En parallèle, Rafaèle Moutier, Sophie Broustal,
Anneliese Fromont et Hélène Bizot l'ont doublée respectivement à sept, six, cinq et quatre reprises.
En version québécoise, Camille Cyr-Desmarais est la voix québécoise régulière de l'actrice. Il y a également Christine Bellier qui l'a doublée à quatre reprises.